# Dom van Haderslev
De Onze-Lieve-Vrouwekerk (Deens: Vor Frue Kirke) of de Domkerk van Haderslev (Haderslev Domkirke) is het grootste kerkgebouw van Noord-Sleeswijk, Denemarken. Sinds 1922 is de Mariakerk de zetelkerk van het bisdom Haderslev en heeft daarmee de status van een domkerk.

## Bouwgeschiedenis
Toen Haderslev zich ontwikkelde tot een van de belangrijkste handelssteden in de regio, werd in de 13e eeuw de kleinere granieten kerk afgebroken om plaats te maken voor een hooggotische kerk van rode  baksteen. Het drieschepige gebouw heeft een koor, een dwarsschip, een barok portaal, een sacristie en enkele kapellen. Met het verhoogde middenschip presenteert de kerk zich als een mengvorm tussen een hallenkerk en een basiliek. In de 15e eeuw werd het romaanse koor eveneens drieschepig en op hoogte met het hoofdschip gebracht. De gotische koorvensters zijn 15,9 meter hoog. Een aangestoken stadsbrand tijdens de Dertigjarige Oorlog in 1627 maakte een restauratie noodzakelijk. Daarbij werd de enige jaren eerder ingestorte westelijke toren niet herbouwd. In plaats daarvan kreeg de kerk het barokke voorportaal. Bij een restauratie in de 19e eeuw kreeg de kerk een nieuwe tegelvloer, waarbij talrijke grafzerken verloren gingen. De lichte beschildering van het interieur kreeg de kerk bij een restauratie in de oorlogsjaren. Er werden toen fresco's (o.a. van wapens van de Sleeswijker en Holsteiner adelsgeslachten) blootgelegd en gereconstrueerd. In het zuidelijke zijschip bevindt zich een fresco van de heilige Petrus, in het noordelijk zijschip een van de heilige Barbara.

## Interieur
In het koor staat boven het altaar een triomfkruis uit circa 1300. Het kruis is afkomstig uit de kerk van Egebjerg bij Holbæk. De gotische beelden van Maria en Johannes de Doper stammen uit de kerk van Seem bij Ribe. Het doopvont werd omstreeks 1485 in Flensburg uit brons gegoten. Het wordt door de vier evangelisten gedragen en toont Bijbelse scènes. Soortgelijke werken bevinden zich in de belangrijkste kerken van Flensburg, de Mariakerk en de Nicolaaskerk, alsook in de Nicolaaskerk van Eckernförde. Het deksel uit eikenhout werd in 1639 door Hans Bertram en zijn vrouw geschonken. Enkele jaren eerder werd de kansel door Georg von Ahlefeldt en Margarethe Blumen geschonken. In de kerk hangen 18 kroonluchters, waarvan de oudste uit 1605 dateren. In het noordelijk zijschip hangt een votiefschip van het fregat Fyn. De epitafen stammen uit de 17e en 18e eeuw.
De orgelkas van het grote orgel op de westelijke galerij stamt uit 1652 en werd door Peter Carstensen gebouwd. Het instrument werd in 1948 door de orgelbouwer Marcussen & Søn geïnstalleerd, waarbij ouder pijpmateriaal opnieuw werd toegepast. Het instrument bezit 72 registers op vier manualen en pedaal.

## Geschiedenis
Na de Dom van Sleeswijk is de Onze-Lieve-Vrouwekerk van Haderslev de grootste kerk van het vroegere bisdom Sleeswijk. Enerzijds was de kerk tot 1900 de enige parochiekerk van het in de middeleeuwen welvarende Haderslev, anderzijds werd er een collegiaal kapittel benoemd dat in de noordelijkste proosdij onafhankelijk van het bisdom Sleeswijk kon opereren. Het kapittel werd met de (in Haderslev relatief vroeg ingetreden) reformatie opgeheven en daarmee kwam een eind aan de periode dat de Mariakerk een halve domkerk was. Het bezit van het voormalige kapittelstift bestaande uit talrijke landerijen en boerderijen bleef echter in handen van de kerk. Terwijl het ommeland van Haderslev Deenstalig was, waren de diensten in de stadskerk vooral Duitstalig. Vanaf 1850 werd de kerk officieel tweetalig, maar na 1864 kreeg het Duits weer de overhand. In 1854 werd de lutherse kerk in het hertogdom Sleeswijk naar Deens voorbeeld als stift Slesvig tot een luthers bisdom getransformeerd. De Pruisische annexatie van Sleeswijk en Holstein in 1866 zorgde opnieuw voor een kerkelijke reorganisatie, waardoor de Mariakerk in het vervolg behoorde tot de evangelisch-lutherse landskerk Sleeswijk-Holstein. Nadat Noord-Sleeswijk zich per volksstemming in 1920 aansloot bij het koninkrijk Denemarken, kreeg de kerk de status van domkerk van het in 1922 opgerichte bisdom Haderslev. Regelmatig vinden er ook nog Duitstalige diensten in de kerk plaats.   

## Afbeeldingen

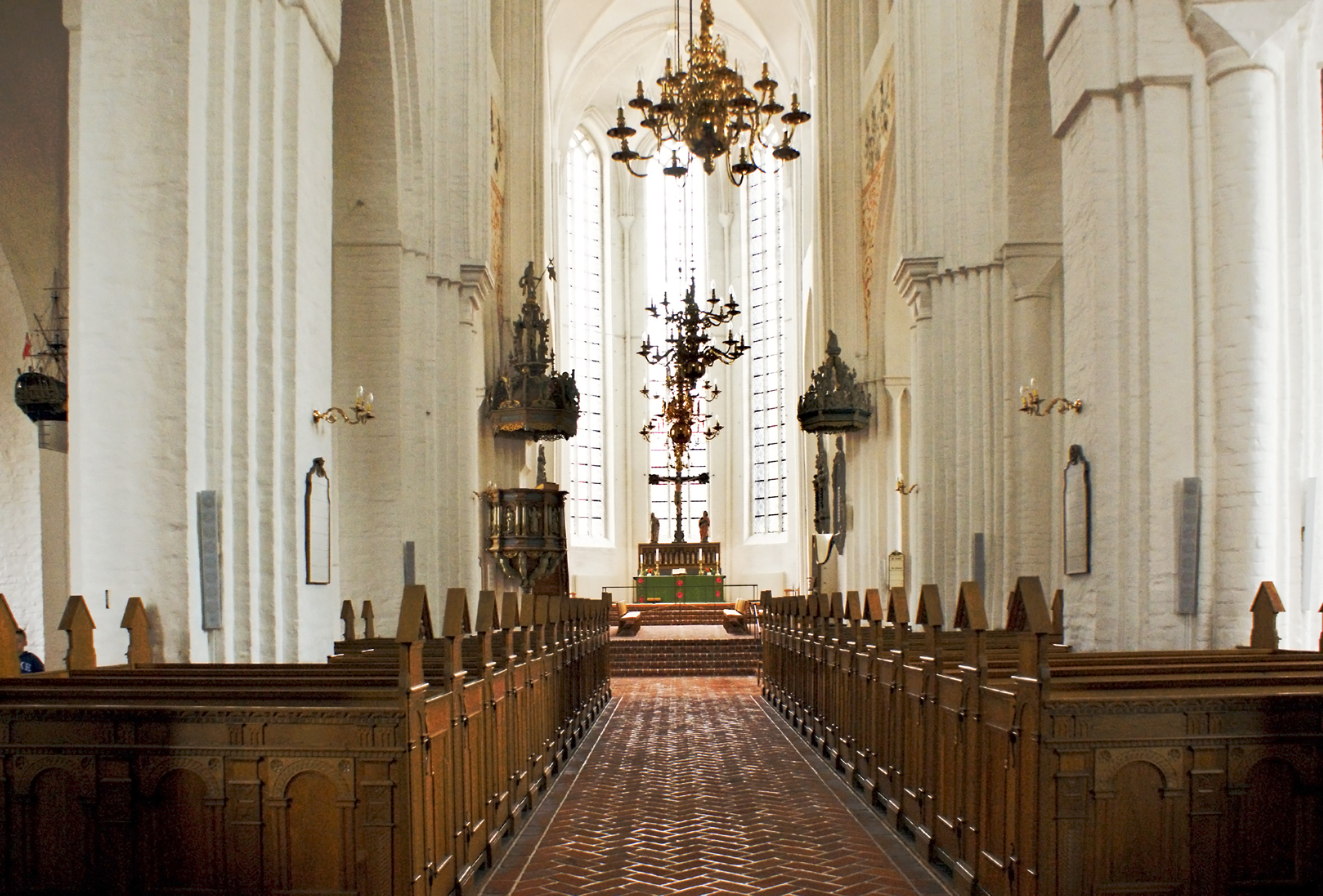
Interieur
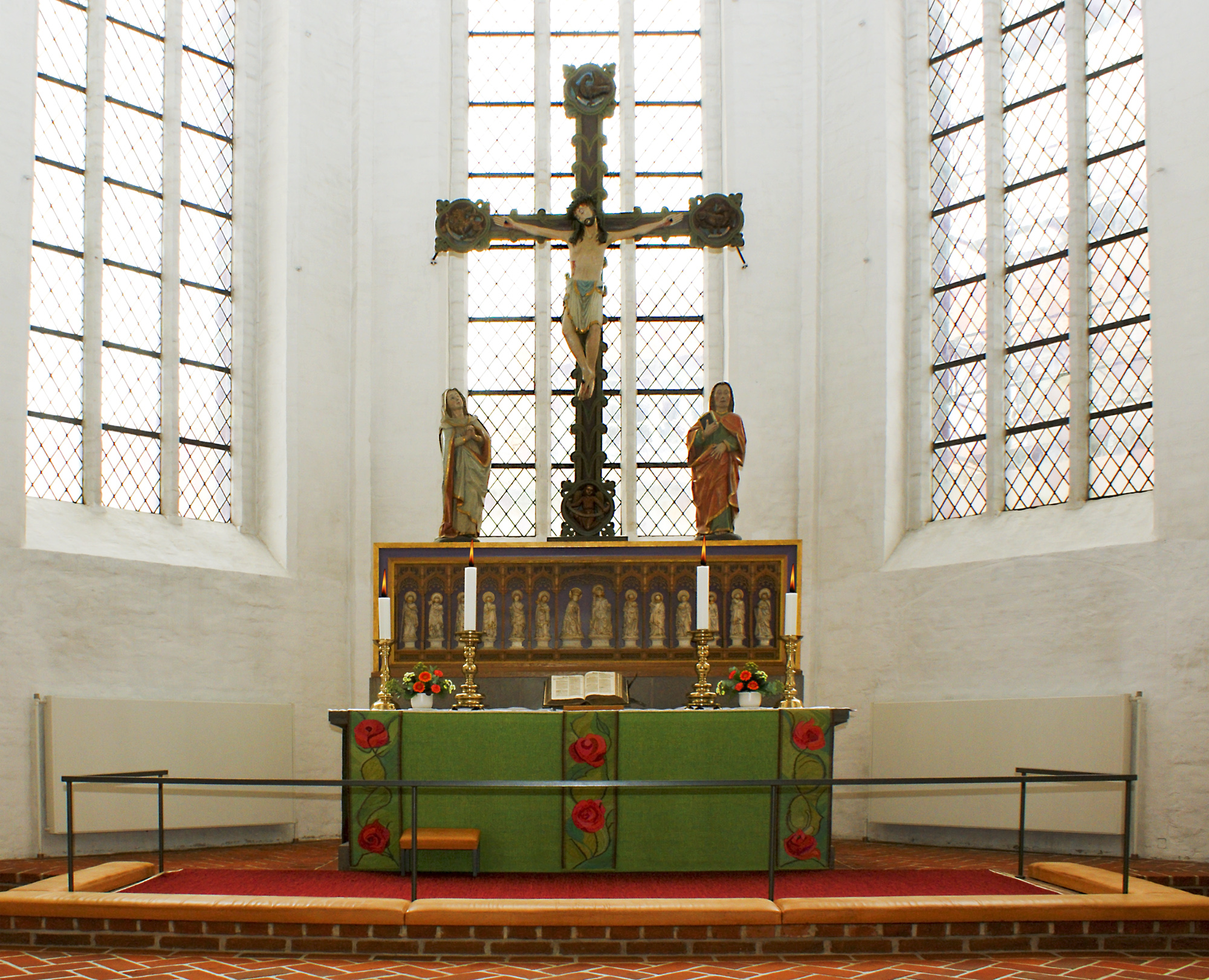
Altaar
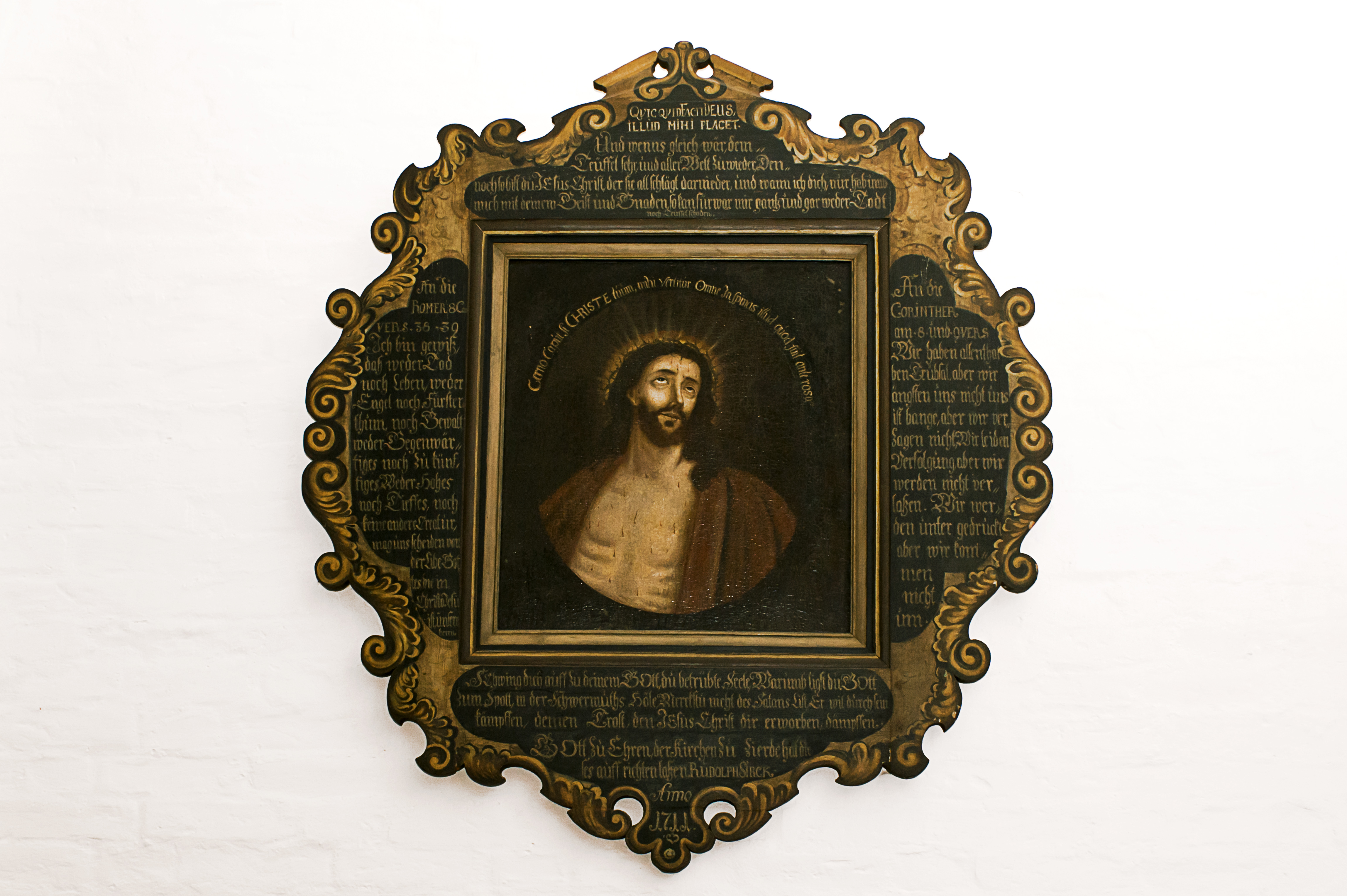
Epitaaf
Paneel Laatste Avondmaal
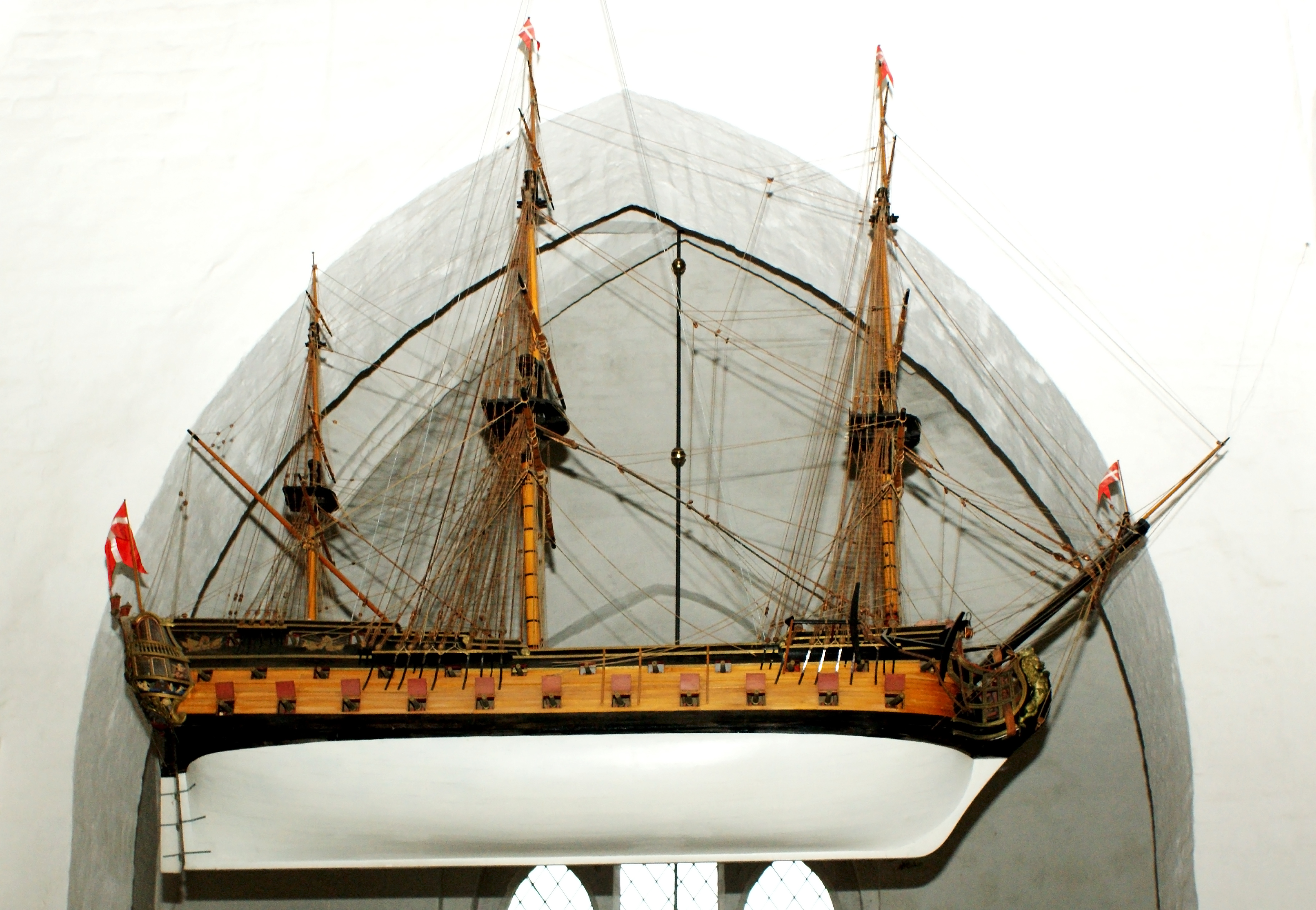
Votiefschip